# 希臘國債危機

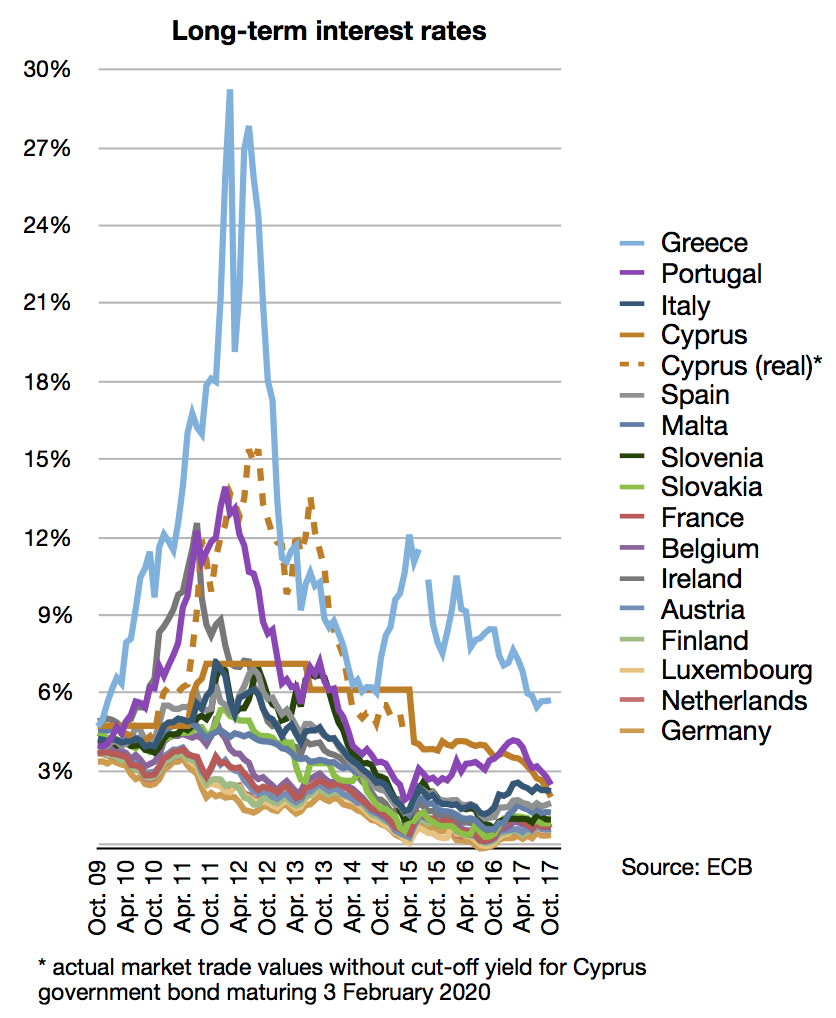

從1999年起希臘債務百分比（對比歐元區平均值）

希臘國債危機，又稱希臘債務危機，是現時歐洲主權債務危機之一。
自2009年末開始，因為希臘國債水平增長強勁，投資者紛紛關注希臘償還債務的能力，主權債務危機的恐懼正逐漸醞釀。由債券息差擴大和信貸違約掉期的風險保險成本（對比其他歐元區國家，尤其是德國）表明，這導致信心危機。全球三大信用评级机构下调希腊主权信用评级。
希臘國債在2010年4月被降級至垃圾債券評級，敲起金融市場的警鐘。2010年5月2日，歐元區國家和國際貨幣基金組織同意向希臘提供1,100億歐元紓困貸款，條件是實行緊縮措施。同時欧盟对希腊启动了强化监管机制，歐盟將每季度审查、评估希腊政府是否按照债权方的要求严格控制财政支出。2011年10月，歐元區領袖同意提供第二輪1,300億歐元紓困貸款，條件是不單只要實行另一套緊縮方案，更要所有私人債權人同意希臘債務重組，將債務負擔由預計2012年佔GDP 198%降至2020年前佔GDP 121%。
最後一個條件——即是成功重組所有希臘國債——達成之後，第二輪紓困協議最終在2012年2月獲得所有黨派批准，一個月之後生效。
2012年5月中，危機和大選之後希臘無望組成新的聯合政府，導致各界猜測希臘將不得不退出歐元區。
2015年1月25日，希臘國會大選，激進左派聯盟（Syriza）擊敗保守新民主黨（New Democracy Party），以逾36%得票率贏得勝選，成為歐洲第一個公開反對撙節政策而當選執政的政黨。激進左派聯盟要求與歐洲聯盟（EU）、歐洲中央銀行（ECB）和國際貨幣基金（IMF）重新談判高達2,400億歐元（約新台幣8.7兆元）的希臘紓困案，並削減希臘部分的沉重外債。
2015年6月30日，希腊成为第一个未能准时偿还国际货币基金组织贷款的发达国家。貸款到期後拖延了20天才還清。7月5日，希臘就是否接受國際債權人救助方案舉行2015年希臘紓困公投，結果反對方逾六成，方案被否決。7月13日，欧元区领导人就第三次援助计划达成了临时协议。
2017年7月13日，希腊政府向国际货币基金组织承诺在2018年6月之前修改劳动法以及减少社会保障支出。
2018年6月21日，希腊债权人同意将價值966亿的欧元贷款的歸還日期延长10年。8月20日，希臘退出救助计划。
2022年8月10日，欧盟委员会宣布，希腊政府已兑现大部分政策承诺，因此决定于8月20日正式结束对希腊财政的强化监管机制。

### 引用
1. ↑  Higgins, Matthew; Klitgaard, Thomas.  (PDF). Current Issues in Economics and Finance (Federal Reserve Bank of New York). 2011, 17 (5)  [2012-04-05]. （原始内容存档 (PDF)于2015-07-06）.
2. ↑  George Matlock. . Reuters. 2010-02-16  [2010-04-28]. （原始内容存档于2019-12-14）.
3. ↑  . The Economist. 2010-04-29  [2011-06-22]. （原始内容存档于2017-10-20）.
4. ↑  . Financialmirror.com. 2010-04-28  [2010-05-05]. （原始内容存档于2020-06-01）.
5. ↑  . Financial Times. 2010-02-18  [2011-04-15]. （原始内容存档于2012-02-14）.
6. 1 2 3  .   [2022-08-21]. （原始内容存档于2022-08-21）.
7. ↑  Becatoros, Elena; Casert, Raf. . CTVNews. 30 June 2015  [3 July 2015]. （原始内容存档于2020-12-11）.
8. ↑  Bellos, Ilias. . Kathimerini. 17 September 2015  [21 May 2020]. （原始内容存档于2020-08-11）.
9. ↑  Chrysopoulos, Philip. . GreekReporter.com. 10 December 2016  [21 May 2020]. （原始内容存档于2020-08-15）.
10. ↑  Capital.gr. . （原始内容存档于2017-07-13）.
11. ↑  . Bloomberg. 22 June 2018  [31 August 2018]. （原始内容存档于2018-08-16）.
12. ↑  . Reuters. 20 August 2018  [31 August 2018]. （原始内容存档于2018-08-31）.